# Krška jama
Krška jama je vodoravna kraška jama in občasen izvir reke Krke, katere vhod se nahaja severno od vasi Gradiček v Suhi krajini. Pred vhodom v jamo leži stalni kraški izvir Krke.

## Opis
Suhi del jame je dolg 210 metrov, širok pa okoli 30 metrov. Na koncu suhega dela jame se razprostira 30 metrov dolgo sifonsko jezero, ki vodi v sistem podzemnih rovov. Skupna dolžina raziskanih rovov znaša 490 metrov. Od leta 1995 je jama odprta za obiskovalce le v spremstvu vodnika. V jami je Fran Erjavec sredi 19. stoletja odkril do takrat še nepoznanega jamskega hroščka. Od leta 1927 je Krška jama vpisana v kataster slovenskih jam pod katastrsko številko 74.
Krška jama je v nemirnih časih nudila zavetje domačinom, o čemer govori tudi Jurčičeva povest Jurij Kozjak. Prvi, ki je zabeležil svoj obisk Krške jame, je bil Valvasor v 17. stoletju.

## Zunanje spremembe
- Predstavnosti o temi Krška jama v Wikimedijini zbirki